# Hatice Sultan († 1743)
Hatice Sultan (* um 1660 in Istanbul; † 5. Juli 1743 ebenda) war eine osmanische Prinzessin. Sie war die Tochter des osmanischen Sultans Mehmed IV. und Schwester der Sultane Mustafa II. und Ahmed III.

## Leben
Hatice Sultan wurde um 1660 als ältestes Kind des osmanischen Sultans Mehmed IV. und dessen Gemahlin Gülnuş Sultan im Topkapı-Palast geboren. Sie war die Schwester der Sultane Mustafa II. und Ahmed III.
Im Alter von 15 Jahren heiratete sie am 9. Juli 1675 den Wesir und Offizier Musahip Mustafa Pascha, am gleichen Tag als auch ihre Brüder Mustafa und Ahmed beschnitten wurden. Die prächtige Hochzeitsfeier in Edirne dauerte 20 Tage. Mehrere Bankette und Theatervorstellungen gehörten zu den Veranstaltungen. Die Mitgift, die Mehmed seiner Tochter schenkte, wurde damals von europäischen Reisenden bestaunt. Sechsundachtzig Maultiere, gekleidet in feine Stoffen, sollen die Mitgift getragen haben. Zur Mitgift sollen Teppiche, Betten und Tischwäsche gehört haben. Neben dekorativen keramischen und goldenen Kerzenleuchtern waren Schmuck, mit Juwelen verzierte Ferngläser und mit Perlen bedeckte Hocker die auffälligsten Mitgift. Zusätzlich wurden sieben Kisten mit Zucker und zwei Zuckermodelle von Gärten in die Prozession gezeigt. Es ist nicht bekannt, wie viele Kinder Hatice hatte, erwähnt wird in den Quellen nur ihr Sohn Sultanzade Abdullah.
Nach dem Tode Musahip Mustafa Paschas im Jahr 1686 lebte Hatice einige Jahre als Witwe alleine, bis ihr Vater beschloss, sie mit dem Offizier und Gouverneur Yeğen Osman Pascha zu verheiraten. Aufgrund der Absetzung und Gefangennahme von Mehmed im Jahr 1687 fand die Hochzeit jedoch nie statt. Im Jahr 1691 verheiratete sie ihr Onkel, Sultan Süleyman II., mit seinem engen Freund Moralı Hasan Pascha. Die Hochzeit fand am 13. März 1691 statt. Das Paar bekam den Sinan-Pascha-Palast als Residenz zugewiesen. Doch im Jahr 1704 wurde Hasan Pascha als Großwesir abgesetzt und in das Exil nach Izmit geschickt. Hatice Sultan entschloss sich, ihrem Mann zu folgen, und lebte dort drei Jahre. Im Jahr 1707 wurde Hasan Pascha begnadigt und als Gouverneur nach Ägypten gesandt. Hatice kehrte nach Istanbul zurück.
Nach dem Tod Hasan Paschas im Jahr 1713 heiratete sie nicht mehr erneut. Sie starb 1743 und wurde im Mausoleum ihrer Großmutter Turhan Sultan in der Neuen Moschee in Eminönü bestattet.

## Sammlerin von Keramik
Hatice Sultan scheint intensiv orientalische und fernöstliche Dekorationsgegenstände gesammelt zu haben. Als sie 1675 heiratete, befanden sich in ihrer Aussteuer 311 Stücke Porzellan. In ihrem Nachlassverzeichnis finden sich 2377 Stücke Keramik, darunter 62 Seladon-Keramiken, 2.303 Stücke chinesisches Porzellan und zwölf europäische Porzellane. Es ist bekannt, dass Hatice für ihre Brüder Mustafa und Ahmed wiederholt festliche Bankette ausrichten ließ. Am Vorabend der Ereignisse, die zu dem Aufstand von 1730 führten, veranstaltete sie in ihrem Üsküdar-Palast am Bosporus ein Bankett für den Sultan, den Großwesir sowie eine Menge hochrangiger Würdenträger.

## Rezeption
In der türkischen Fernsehserie Bir Zamanlar Osmanlı wird Hatice Sultan von der türkischen Schauspielerin Türkan Şoray dargestellt.